# Risques interculturels
Les risques interculturels sont les menaces que font peser sur les entreprises les conflits liés aux différences culturelles dans les équipes multinationales.
Dans un contexte de mondialisation, il est nécessaire pour les entreprises de gérer les risques interculturels en faisant appel au management interculturel. Les risques culturels peuvent être de différentes natures et émergent notamment dans le cas de négociation internationale, d'implantation à l'international (internationalisation), de relations inter-entreprises (partenariats, alliances, fusions acquisitions), de management d'équipes mixtes et de communication interpersonnelle. Les conflits interculturels ont souvent pour cause l'existence de stéréotypes, de préjugés et de jugement de valeur entre des personnes de profils, d'histoires et de systèmes de valeurs différents. Ils sont également liés à des questions de distance géographique, culturelle, administrative, économique ou technologique (Meier, 2013).
L'objectif de la gestion des risques interculturels est de permettre aux collaborateurs et partenaires de différentes nationalités (Loth, 2006) de comprendre leurs réactions et perceptions respectives pour leur permettre de s'ajuster les uns aux autres, d'améliorer la coopération et de limiter les risques de conflit interculturel.
Meier O., Management interculturel, 5e édition, Dunod, 2013.
Loth D, Le Management interculturel, L'Harmattan, 2006.